# Agrotis scapularis
Agrotis scapularis är en fjärilsart som beskrevs av Felder 1974. Agrotis scapularis ingår i släktet Agrotis och familjen nattflyn. Inga underarter finns listade i Catalogue of Life.